# 木曲
木曲位于中国西藏自治区东北部的一条河流，是昂曲上游松曲段右岸支流。发源于昌都市丁青县嘎塔乡嘎塔村以北，蜿蜒向北，流经丁青县与那曲市巴青县交界地带，于木桑松多汇入昂曲上游。河流全长58千米，流域面积1170平方千米，落差551米。